# Milwaukee Rampage
El Milwaukee Rampage fue un equipo de fútbol de los Estados Unidos que alguna vez jugó en la USL A-League, la desaparecida tercera liga de fútbol en importancia en el país.

## Historia
Fue fundado en el año 1993 en la ciudad de Milwaukee, Wisconsin y su primer partido oficial lo jugaron el 24 de junio ante el Siarka Tarnobrzeg de Polonia, y en ese año se limitaron a jugar partidos de exhibición.
Para 1994 se unieron a la USISL, logrando llegar a la final divisional en la que perdieron ante el Minnesota Thunder, club con el que desarrolló una gran rivalidad. Al año siguiente ganaron el título divisional, pero en los playoffs fueron eliminados otra vez por el Minnesota Thunder. En 1996 volvieron a ganar el título divisional y se vengaron del Minnesota Thunder eliminándolo en la primera ronda de los playoffs, pero quedaron fuera en la segunda ronda.
En la temporada 1997 aunque no lograron ganar el título divisional, el club ganó su primer título de liga en su historia al vencer al Carolina Dynamo en penales. Estuvieron como un club constante desde entonces, donde clasificaron a los playoffs en todas sus temporadas consecuentes al título, incluyendo el título de liga en el año 2002, exceptuando la temporada de 1998.
El club desapareció en el año 2002 luego de serios problemas financieros, con lo que el Milwaukee Wave United tomó su lugar en la liga, aunque ese mismo año el club fue resucitado como un club amateur.

## Palmarés
- USISL A-League: 2

1997, 2002
- USISL A-League Central Division: 1

2002
- USISL Select League Central Division: 1

1996
- USISL Pro League Midwest West Division: 1

1995

## Temporadas
| Año  | División             | Liga                 | Temporada Regular    | Playoffs             | US Open Cup          | Asistencia Promedio  |
| ---- | -------------------- | -------------------- | -------------------- | -------------------- | -------------------- | -------------------- |
| 1993 | Juegos de Exhibición | Juegos de Exhibición | Juegos de Exhibición | Juegos de Exhibición | Juegos de Exhibición | Juegos de Exhibición |
| 1994 | 3                    | USISL                | 2.º, Midwest         | Final Divisional     | No participó         |                      |
| 1995 | 3                    | USISL Pro League     | 1.º, Midwest West    | Sizzling Nine        | No clasificó         |                      |
| 1996 | 3                    | USISL Select League  | 1.º, Central         | 2.ª Ronda            | No clasificó         | 3,053                |
| 1997 | 2                    | USISL A-League       | 4.º, Central         | Campeón              | No clasificó         | 3,165                |
| 1998 | 2                    | USISL A-League       | 3.º, Central         | 1/4 de Conferencia   | 2.ª Ronda            | 3,176                |
| 1999 | 2                    | USISL A-League       | 5.º, Central         | No clasificó         | No clasificó         | 3,219                |
| 2000 | 2                    | USISL A-League       | 2.º, Central         | Final de Conferencia | No clasificó         | 3,654                |
| 2001 | 2                    | USISL A-League       | 3.º, Western         | Semifinales          | 3.ª ronda            | 2,682                |
| 2002 | 2                    | USISL A-League       | 1.º, Central         | Campeón              | Cuartos de final     | 2,058                |

## Presidentes
- Pat Clemens - 1994
- Jim Harwood - 1994-2002

## Entrenadores
- Boro Sucevic (1993-1994, 2000–2002)
- Carlos Córdoba (1995, 1999)
- Bob Gansler (1996–1998)